# Neolaphygma leucoplaga
Neolaphygma leucoplaga là một loài bướm đêm trong họ Noctuidae.